# Astrapotherium

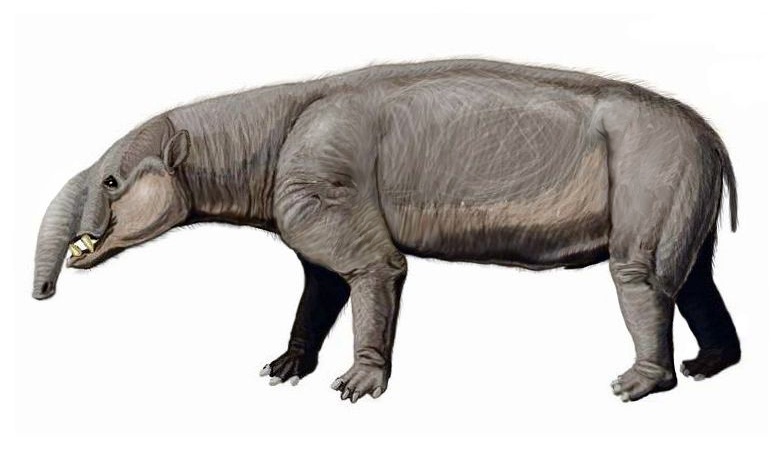
Reconstrução de um Astrapotherium

Astrapotherium ("besta relâmpago") é um gênero extinto de grandes ungulados astrapotherianos nativos da América do Sul durante o início do Mioceno médio. Seus fósseis foram encontrados na Formações Santa Cruz, Deseado, Sermiento e Aisol, localizadas entre a Argentina e o Chile.